# 青山忠正
青山 忠正（あおやま ただまさ、 1950年（昭和25年）6月 -  ）は、日本の歴史学者。佛教大学名誉教授。東京都出身。専門は日本近代史（明治維新政治史）。

## 経歴
1976年に東北大学文学部卒業。東北大学大学院文学研究科博士課程満期退学。2000年博士（文学）（東北大学、学位論文「明治維新と国家形成」）。
1983年東北大学助手・1986年大阪商業大学専任講師・1990年同助教授・1996年佛教大学総合研究所助教授・1996年同教授などを経て2005年より歴史学部歴史学科教授。2021年に定年退職、名誉教授に。
明治維新史学会理事（2000年）。
2006年第4回佛教大学学術賞受賞。

## 著書
- 『幕末維新 奔流の時代』（文英堂） 1996年
- 『明治維新と国家形成』[1]（吉川弘文館） 2000年 ISBN 978-4642036924 オンデマンド版 2022年 ISBN 9784642736923
- 『明治維新の言語と史料』（清文堂出版） 2006年
- 『高杉晋作と奇兵隊』[2]（吉川弘文館、幕末維新の個性5） 2007年 ISBN 9784642062879
- 『明治維新史という冒険』（思文閣出版、佛教大学鷹陵文化叢書18） 2008年
- 『明治維新』[3]（吉川弘文館、日本近世の歴史6） 2012年 ISBN 9784642064347
- 『明治維新を読みなおす』（清文堂出版） 2017年